# Lista episoadelor din .hack//Legend of the Twilight
Aceasta este o listă cu episoadele din anime-ul .hack//Legend of the Twilight
Episoadele au apărut săptămânal, perioada apariției fiind 8 ianuarie 2003 - 26 martie 2003

## Lista episoadelor
1. The Legendary Hero
2. Kite's Bracelet
3. The Phoenix Feather
4. Tanabata Night
5. Mansion of Terror
6. Trap of The Steaming Hot Water
7. Twilight Moon
8. The Solitary Knight
9. Footsteps of Collapse
10. Capitol of Illusion
11. The End of The World
12. The Legend Begins